# Katsunosuke Matsuoka
Pour les articles homonymes, voir Matsuoka.
Katsunosuke Matsuoka (松岡克之助, 1836-1898) a été l'un des samouraïs les plus accomplis de l'ère Tokugawa. Il est le fondateur de l'école traditionnelle japonaise (koryū) Shindō Yōshin-ryū.